# Palo Congo
Albums de Sabu Martinez
Sabu's Jazz Espagnole
(1961)
Palo Congo est un album de Sabu Martinez, sorti en 1957.

## L'album
Il fait partie des 1001 albums qu'il faut avoir écoutés dans sa vie.

### Titres
Toutes les chansons sont écrites et composées par Sabu Martinez, sauf indication contraire.
| A1. | El Cumbanchero      | Rafael Hernández | 5:38 |
| A2. | Billumba-Palo Congo |                  | 6:06 |
| A3. | Choferito-Plena     |                  | 4:02 |
| A4. | Asabache            |                  | 4:22 |

| B1. | Simba                     |                                  | 5:55 |
| B2. | Rhapsodia del Maravilloso |                                  | 4:39 |
| B3. | Aggo Elegua               |                                  | 4:28 |
| B4. | Tribilin Cantore          | - Carlos Godinez - Sabu Martinez | 5:19 |

### Musiciens
- Sabu Martinez : bongos, congas, voix
- Arsenio Rodríguez : congas, guitare, voix
- Raul Caesar Travieso : congas, voix
- Israel Moises Travieso : congas
- Ray Romero : congas
- Evaristo Diaz : basse
- Willie Capo : voix
- Sarah Baro : basse, voix